# Fritz Aagesen
Fritz Aagesen (11 tháng 6 năm 1935 - 26 tháng 10 năm 1998) là một tác giả người Na Uy của hai cuốn truyện ma.
Aagesen sinh ra ở đô thị Kvæfjord. Khi còn trẻ, ông rời Kvæfjord đến Tromsø, nơi ông tìm được việc với cơ quan quản lý đường bộ. Trong thời gian rảnh rỗi, ông viết thơ và truyện ngắn, với thiên hướng truyện kinh dị và truyện ma. Nhiều người trong số này đã được xuất bản trên các tạp chí và báo. Một trong những cuốn sách của ông được xuất bản năm 1985, và cuốn thứ hai sau khi ông qua đời. Khi phát hành cuốn sách đầu tiên, một bài đánh giá của Sissel Lange-Nielsen được xuất bản trên tạp chí Atrlposten nói rằng "Nhà xuất bản Grøndahl đã đưa xuất bản tác phẩm đầu tay của Fritz Aagesen, Timen før daggry (The Hour Before Dawn), phụ đề 'Ghost Stories from Northern Norway.' Tuy nó là truyện ma nhưng chúng được kể rất hay đến nỗi tôi nghĩ chúng sẽ trở thành những câu chuyện kinh điển. Fritz Aagesen biết cách kể một câu chuyện. Cảnh vật và con người kết hợp với nhau theo một phong cách ngắn gọn và sống động, cho phép thời gian vừa đủ để khắc họa hoàn cảnh để người đọc có thể trải nghiệm nó."
Aagesen được chôn cất tại Nghĩa trang Elvestrand ở Tromsø.

## Tác phẩm
- Timen før daggry, spøkelseshistorier (The Hour before Dawn: Ghost Stories), 1985[5]
- Skarvholmen, spøkelseshistorier fra Nord-Norge (Skarvholmen: Ghost Stories from Northern Norway), 2008